# NGC 3674
NGC 3674 is een lensvormig sterrenstelsel in het sterrenbeeld Grote Beer. Het hemelobject werd op 8 april 1793 ontdekt door de Duits-Britse astronoom William Herschel.

## In de kom van deGrote steelpan
Het stelsel NGC 3674 bevindt zich, vanaf de aarde gezien, in de rechthoek gevormd door de sterren Dubhe, Merak, Phad, en Megrez, die de kom van het gemakkelijk herkenbare asterisme Grote steelpan (Big dipper) vormen. NGC 3674 bevindt zich tevens aan de noordwestelijke hoek van het asterisme Big Dipper's Sunken Crouton (het gezonken broodkorstje).

## Synoniemen
- UGC 6444
- MCG 10-16-138
- ZWG 291.69
- PGC 35191